# 日本國際鳥人錦標賽

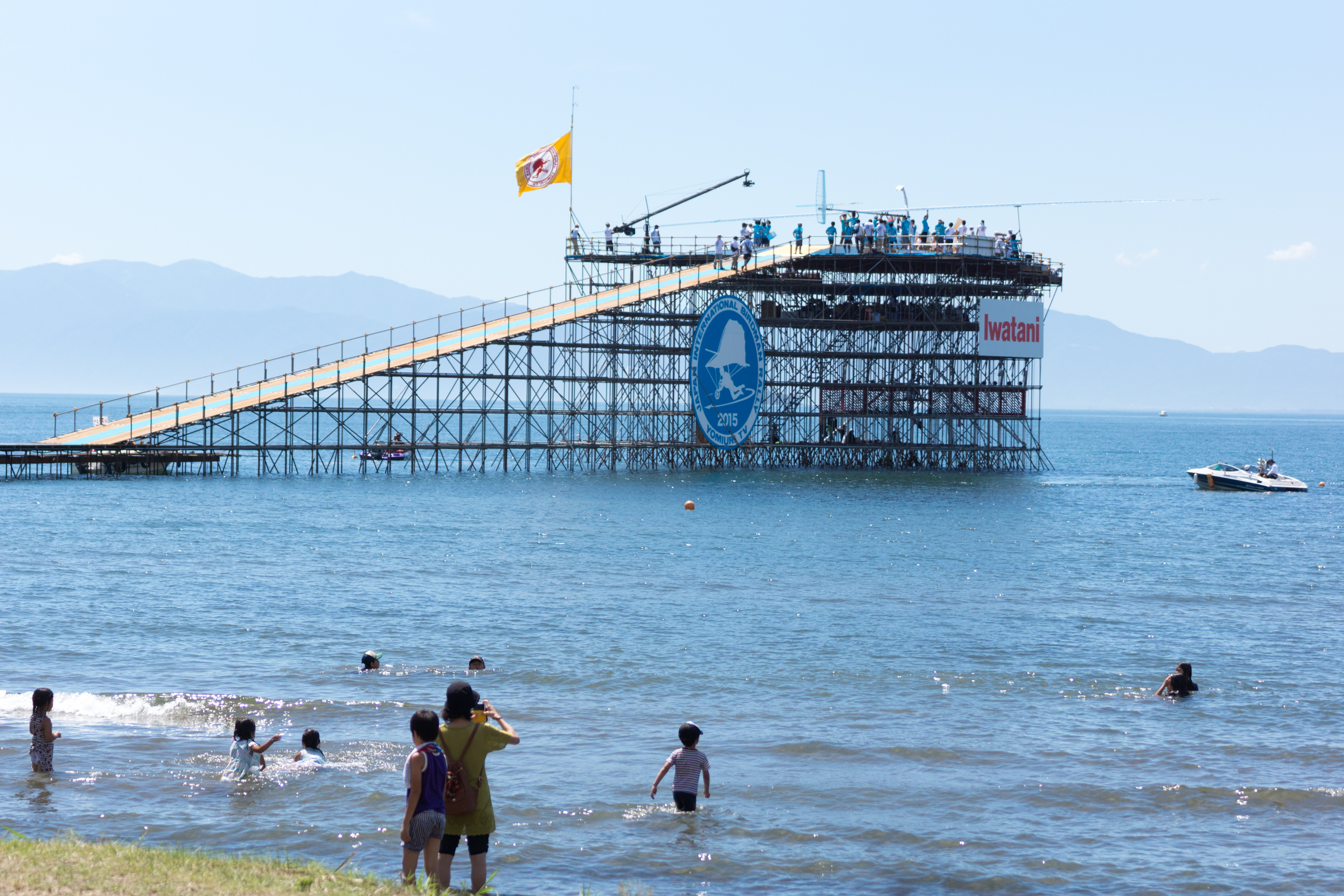
2015年（平成27年）時所舉辦的第38屆日本國際鳥人錦標賽起飛台

日本國際鳥人錦標賽（日语：鳥人間コンテスト選手権大会，Japan International Birdman Rally，日本的參賽隊伍間經常以簡稱該比賽），或称瘋狂鳥人大賽，是一個由日本讀賣電視台主辦、日本航空協會協辦的手工製作滑翔機、人力機飛行比賽。第一屆比賽舉辦於1977年，之後每年的七、八月間都會在琵琶湖畔舉行每年一度的競賽，並且逐漸成為日本各大學的航空相關系所與航空愛好者高度關注的比賽活動。

## 歷史
日本的鳥人大賽最初的發起靈感，是源自英格蘭塞爾西（Selsey）海岸所舉辦的「塞爾西鳥人大賽」（Selsey Birdman Rally），該賽舉行於1971年至1978年間，之後移師鄰近的柏格納，成為今日著名的柏格納鳥人大賽（Birdman of Bognor）。雖然比賽靈感源自英格蘭，且同樣擁有趣味組競賽（後改稱挑戰組），但日本的鳥人比賽仍然是以飛行距離等競技的項目作為比賽的主軸，與發原地以搞笑趣味為主旨的比賽風格頗為不同。
第一屆的日本鳥人大賽正式名稱為，於1977年7月2日在琵琶湖東南岸近江八幡市的宮濱游泳場（宮ヶ浜水泳場）舉行。初期的比賽規則與組別較為簡單，只有滑翔機一組，參賽者從築於湖畔水面上的10公尺高台上朝水面躍下，在完全落水前盡可能飛越最遠的距離，並且以落水後機身最靠近出發點的位置與起飛跳台間的間距長度作為成績。第一屆比賽的參賽者大都具有滑翔翼愛好者的背景，並且在首次的比賽中就以82.44公尺的成績打破原本只有48公尺的世界記錄。
第二屆的鳥人大賽是在1978年7月21日舉行，由於該年開始有來自日本國外的選手開始參加，因此比賽的名稱也配合改為（Japan International Birdman Rally）。第四屆（1980年7月19日）開始，鳥人比賽的場地由原本的近江八幡市轉移到同樣位於琵琶湖東岸、但位置稍北的彥根市松原游泳場（松原水泳場）舉行，並一直持續到今。
鳥人大賽初期參賽者所使用的機體，大都是經過不同程度改造的滑翔翼為主，但隨著比賽一屆屆舉辦，逐漸開始有專門設計的滑翔機出現。第八屆（1984年）時，首度出現具有螺旋槳推進器、並非完全自由滑翔的人力機參加比賽，大幅提升了飛行距離。為了公平起見，在第十屆（1986年）正式將競賽組區分為有動力的人力機與無動力的滑翔機兩組。第25屆（2001年）時，大會實驗性地新開辦了人力直昇機的比賽組別，以落水前的滯空時間長短作為比賽目標，但由於人力直昇機經常不能順利地自起飛台上升起，考量到安全因素，在試辦一屆、正式舉行兩屆之後，在第27屆（2003年）結束後停辦。第28屆（2004年）時，滑翔機部門首度推出有特定規格限制的方程式組（Formula Class）與沒有規格限制的公開組（Open Class），分開計算成績。
在人力機出現之後，大幅提升了參賽機的飛行能力，因此很多該組的參賽者開始以「飛到琵琶湖對岸」作為挑戰目標，並且在第22屆（1998年）時由Team Aeroscepsy的中山浩典首度達成橫越琵琶湖的目標（飛出23688.24公尺的成績）。之後一些想要挑戰長距離記錄的選手，開始嘗試起飛後不向西邊的對岸、而是左轉朝向琵琶湖南岸飛行的方式，利用琵琶湖東西狹窄、南北狹長的特性，爭取更遠的飛行距離（比賽規則主要是比距離起飛台的直線距離，並沒有規定飛行方向，但是飛遠之後半途因故折回，還是以最後落水處與起飛點的直線距離作為成績）。第27屆（2003年），代表日本大學理工學部航空研究會出賽的平綿甲斐，以起飛後朝南轉的方式，實際上飛到了琵琶湖最南端的琵琶湖大橋處；雖然當時他尚有餘力繼續飛行，但大會裁判基於安全考量，要求他在抵達大橋之前主動降落，得到34654.1公尺的成績。為了進一步提升選手可以飛行的最大距離，第28屆（2004年）的比賽規則中新增加了選手飛越18公里線聽到大會的號音後可以折返繼續飛行的規則；但由於該屆比賽受到颱風的影響，人力機組只有幾架參賽機實際出賽，最後大會裁決人力機組不予計算排名，因此實際運用折返規定的其實是隔年（2005年）的第29屆賽次。
除了長期以來使用飛行距離作為競賽成績的規則外，在第30屆（2006年）的比賽中則首度加入了依照固定飛行路線、以最短時間飛行特定距離的人力機計時賽（Time Trial）之新組別，以競速為比賽重點。

### 比賽組別沿革
隨著人力飛行機的技術進步與轉播方式的改變，瘋狂鳥人大賽的規則與分組也不斷在修正。
- 第1屆（1977年）：競技組（飛行距離競賽）
- 第2屆～第9屆（1978年～1985年）：競技組，趣味組（コミックエントリー，以機身造型的趣味性而非飛行距離作為評分標準）
- 第10屆～第11屆（1986年～1987年）：滑翔機組，人力機組，女性飛行員組（女性パイロット部門），趣味組
- 第12屆～第14屆（1988年～1990年）：滑翔機組，人力機組，女性飛行員組
- 第15屆～第18屆（1991年～1994年）：滑翔機組，人力機組
- 第19屆～第20屆（1995年～1996年）：滑翔機組，人力機組，女子組（レディース部門）
- 第21屆～第23屆（1997年～1999年）：滑翔機組，人力機組，挑戰組（以機身設計與創新概念作為評分，不比較飛行距離）
- 第24屆（2000年）：滑翔機組，人力機組
- 第25屆～第27屆（2001年～2003年）：滑翔機組，人力機組，人力直升機組（第25屆時為試辦性質）
- 第28屆～第29屆（2004年～2005年）：滑翔機組（方程式組/公開組），人力機組
- 第30屆（2006年）：滑翔機組（方程式組/公開組混合比賽），人力機競遠組（人力プロペラ機ディスタンス部門），人力機計時組（人力プロペラ機タイムトライアル部門）

## 各組記錄
| 組別                              | 記錄                              | 屆次（年份）                      | 飛行員                   | 隊伍                      |
| --------------------------------- | --------------------------------- | --------------------------------- | ------------------------ | ------------------------- |
| 滑翔機公開組 （原稱「滑翔機組」） | 645.15公尺                        | 第46屆（2024年）                  | 大木祥資                 | Team三鷹茂原下横田 （みたかもばら×神奈川工科大学）   |
| 滑翔機方程式組                    | 157.37公尺                        | 第30屆（2006年）                  | 竹內彰                   | 創價大學鳥人研究會 （創価大学鳥人間研究会）   |
| 人力機競遠組 （原稱「人力機組」） | 69,682.42公尺 （用时2时31分）     | 第45屆（2023年）                  | 渡邊悠太                 | BIRDMAN HOUSE 伊賀        |
| 人力機計時組                      | 7分2秒61                          | 第30屆（2006年）                  | 中山浩典                 | Team Aeroscepsy （チームエアロセプシー）      |
| 女子組 （原稱「女性飛行員組」）   | 264.66公尺                        | 第20回（1996年）                  | 吉澤祐子                 | 沿岸驚備隊                |
| 人力直升機組                      | 6秒30（示範成績） 4秒07（正式賽） | 第25屆（2001年） 第26屆（2002年） | 上岡健治 Rodney Bordallo | 東大阪青年會議所Trys （東大阪青年会議所トライズ） |

## 外部連結
- http://www.ytv.co.jp/birdman/ （页面存档备份，存于）（日語）
- 《瘋狂鳥人大賽》緯來日本台官方網站 （页面存档备份，存于）（繁體中文）
- Human Powered Aircraft of Japan（英文）